# LGM-30洲際彈道飛彈
LGM-30義勇兵洲际弹道导弹（英語：LGM-30 Minuteman）是美国的一种陆基洲际弹道导弹 (ICBM)，隶属美国空军全球打击司令部，主要被设计来投送核弹头（氫彈）。它的名称来源于美国独立战争时期的民兵。在2005年LGM-118A和平守護者飛彈退役後，美國現役的陸基洲際彈道飛彈就只剩LGM-30G義勇兵三型（LGM-30G Minuteman-III），也是美国核三位一体攻擊戰力的陸基打擊環節。LGM中的“L”代表“发射井发射”，“G”代表“打击地面目标”，“M”代表“导弹”。美国空军现在大约有450枚该型号导弹，分别保存在蒙大拿州马姆斯特罗姆空军基地、北达科他州米诺特空军基地和怀俄明州F.E.沃伦空军基地。
2020年川普执政时期，推出下一代陸基洲际弹道导弹LGM-35哨兵洲際彈道飛彈，计划在2029年完成研制，开始替换现役的LGM-30G義勇兵三型洲際彈道飛彈，并预计服役至2075年左右。波音公司退出竞标后，美国空军与格鲁曼公司达成一项133亿美元的专项协议，用於LGM-35哨兵洲際彈道飛彈的研發。格鲁曼公司又将一部分工作外包给洛克希德·马丁、通用动力、比奇特尔、霍尼韦尔、洛克达因航太控股、帕森斯以及德事隆等多个美国军火承包商与武器研发公司。

## 型号及研发历程

### 義勇兵I型
民兵I型第一级固体装药配方：
70.5%的过氯酸铵+13.4%的聚丁二烯丙烯酸+环氧树脂+铝粉。

### 義勇兵III型
義勇兵III型第一级固体装药配方：
73.2%的过氯酸铵+15.6%铝粉+9%端羟基聚丁二烯+聚丁烯
2018年7月31日美國空軍進行「義勇兵3型」洲際彈道飛彈（ICBM）試射時，由於飛彈出現「異常飛行情況」，恐引發安全疑慮，因此在中途執行自爆指令。

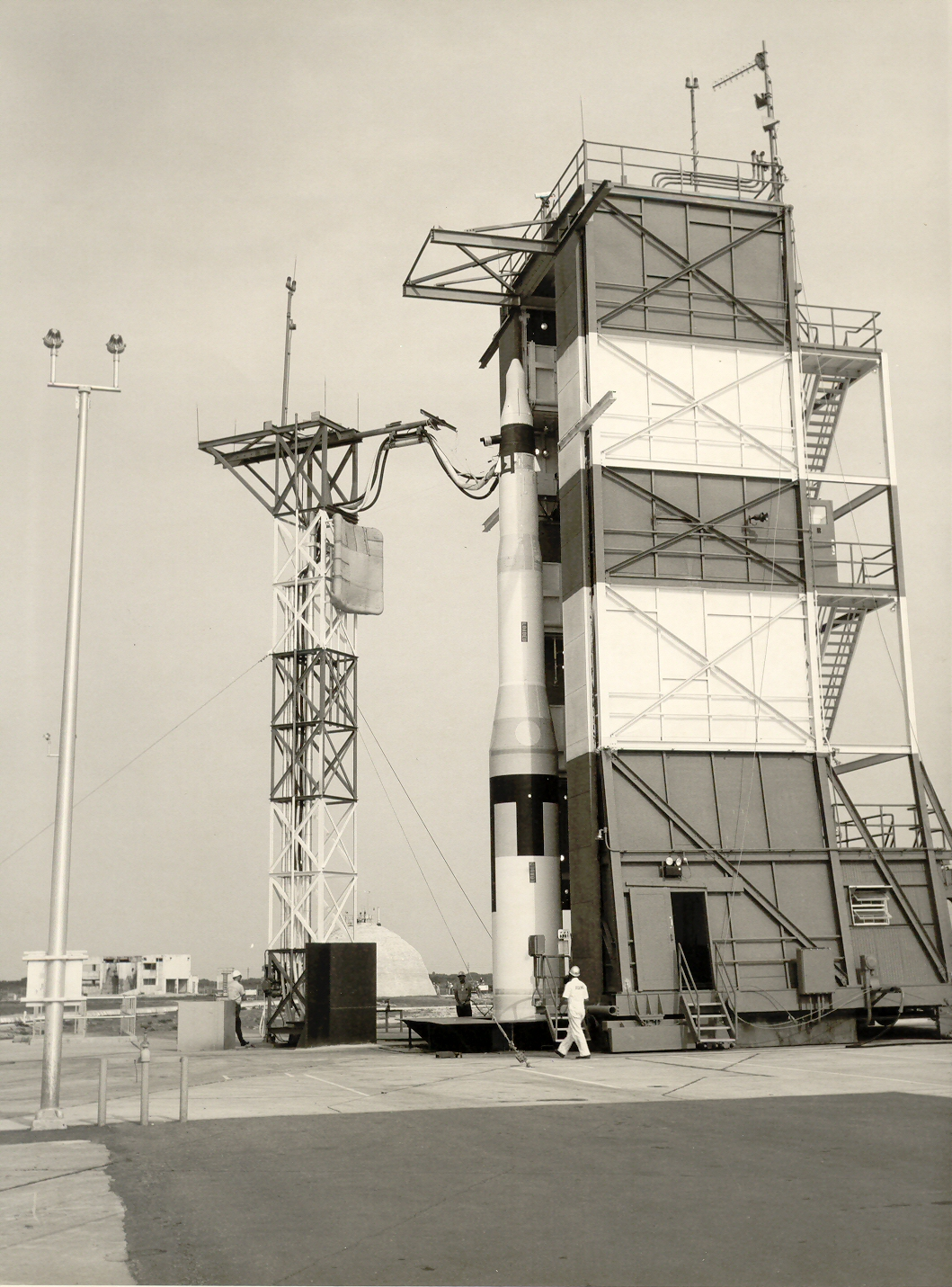
位於發射台上的義勇兵一型
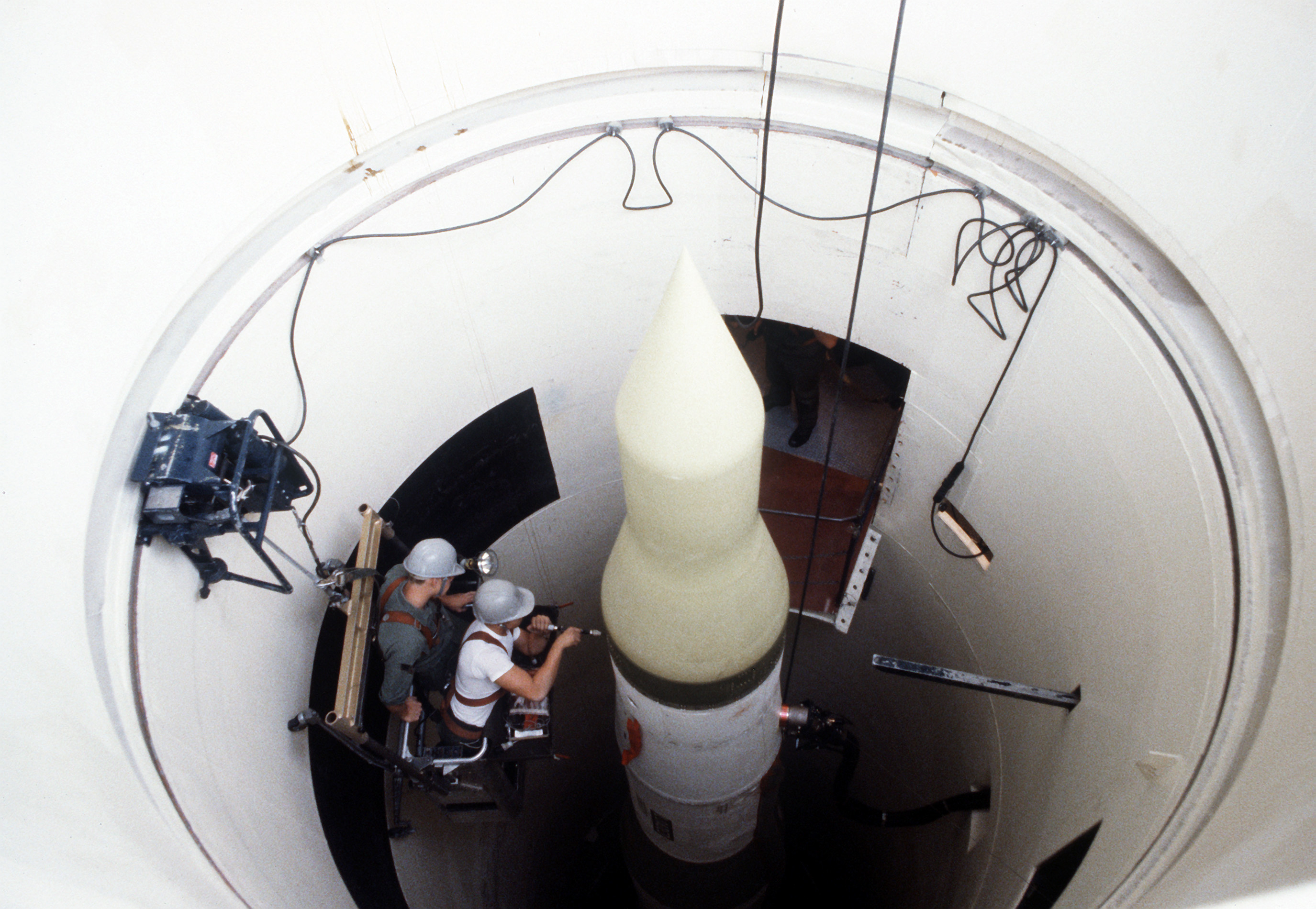
位於發射井内的義勇兵二型
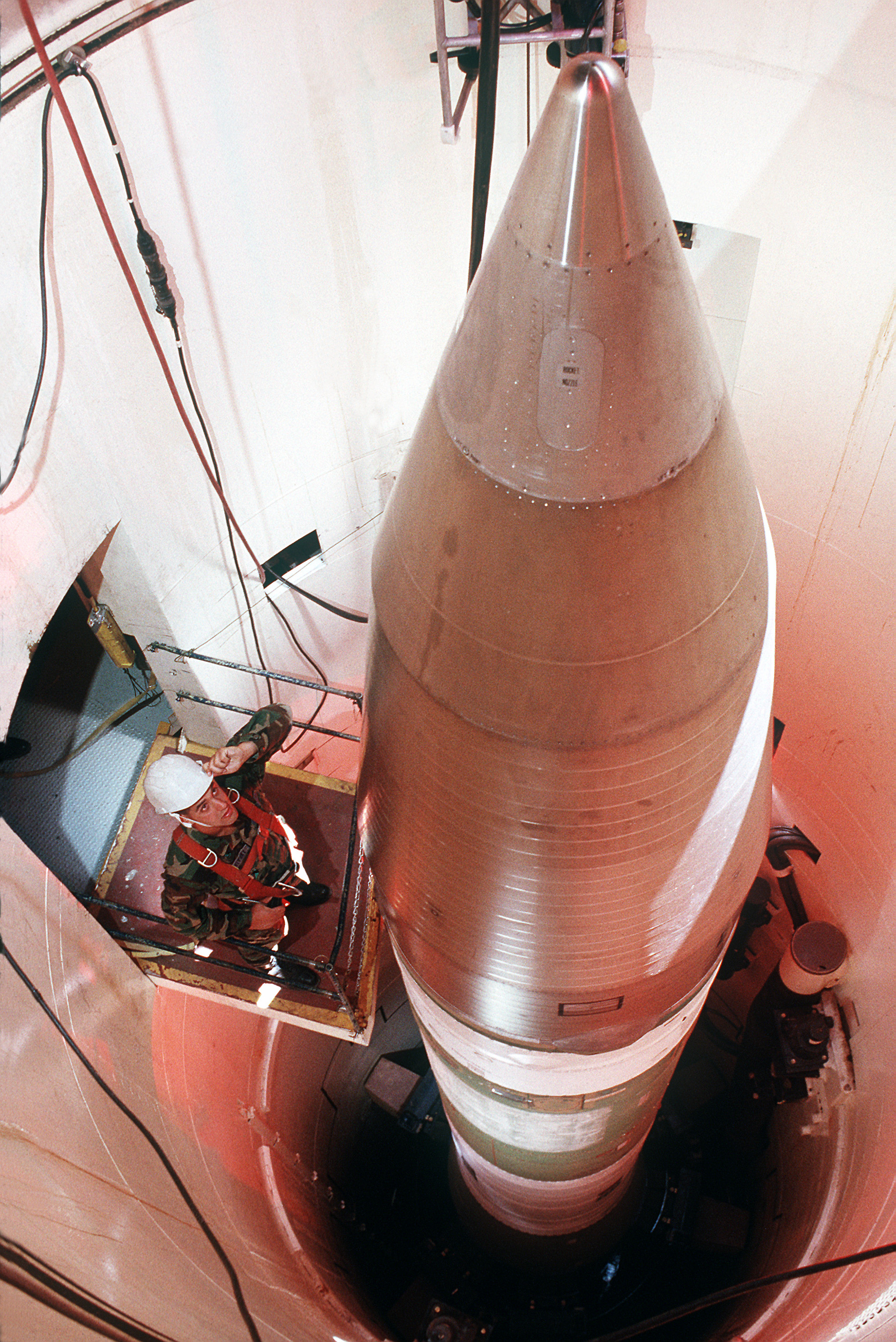
位於發射井内的義勇兵三型
義勇兵二型模型
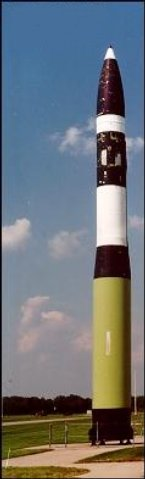
義勇兵三型模型
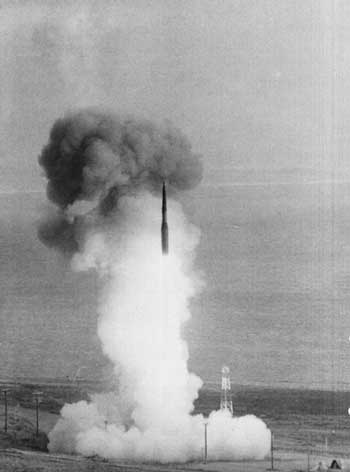
義勇兵一型試射
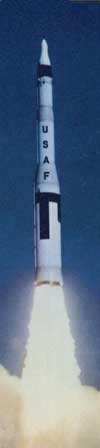
義勇兵一型試射
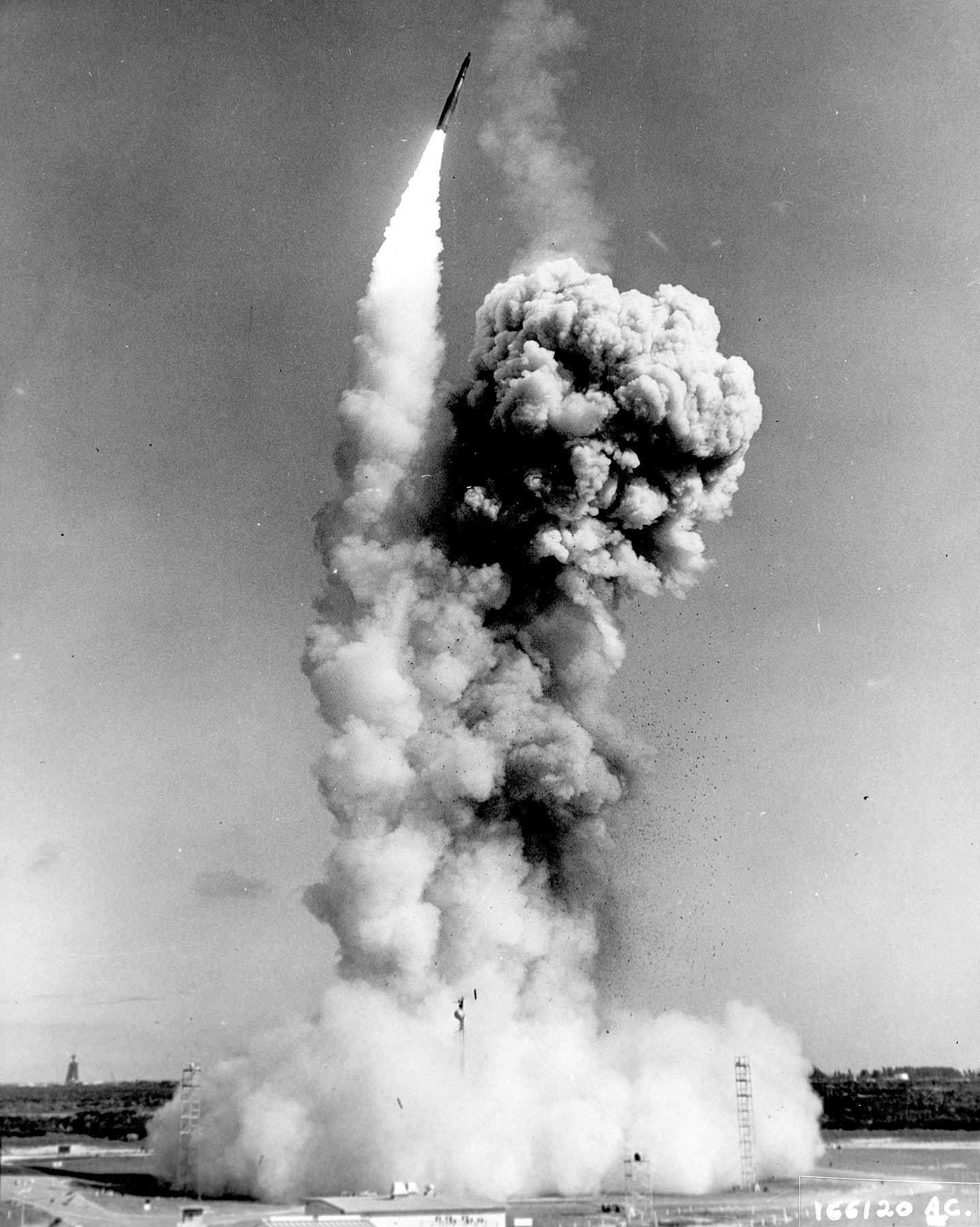
義勇兵一A試射
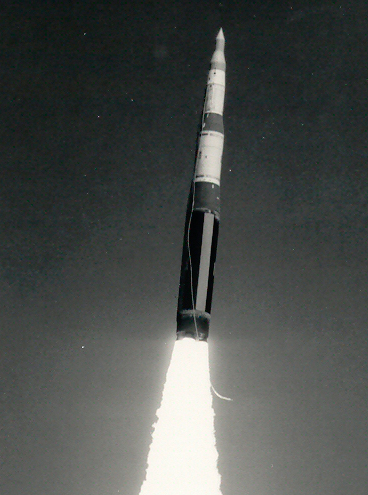
義勇兵二型試射
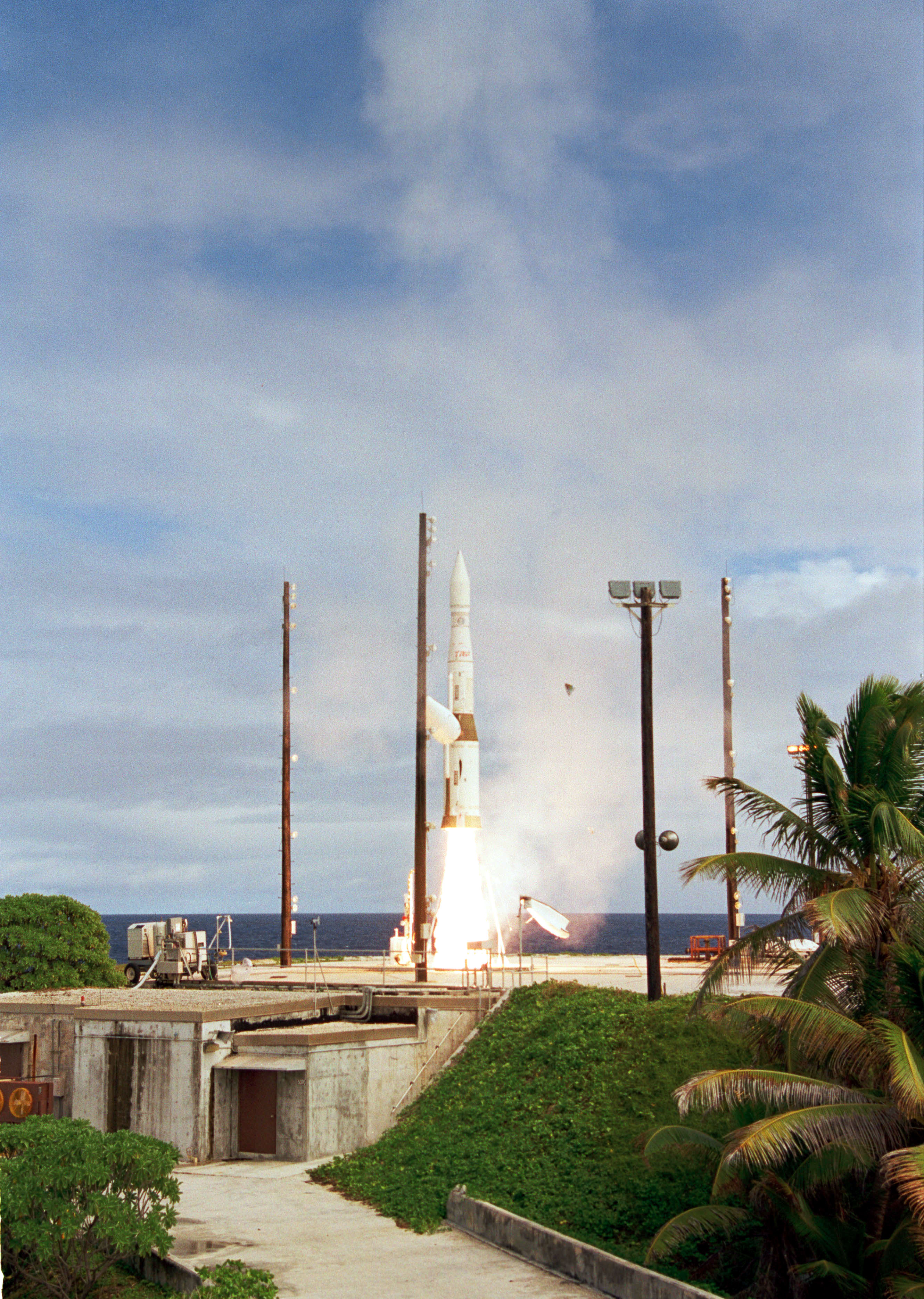
義勇兵二型試射
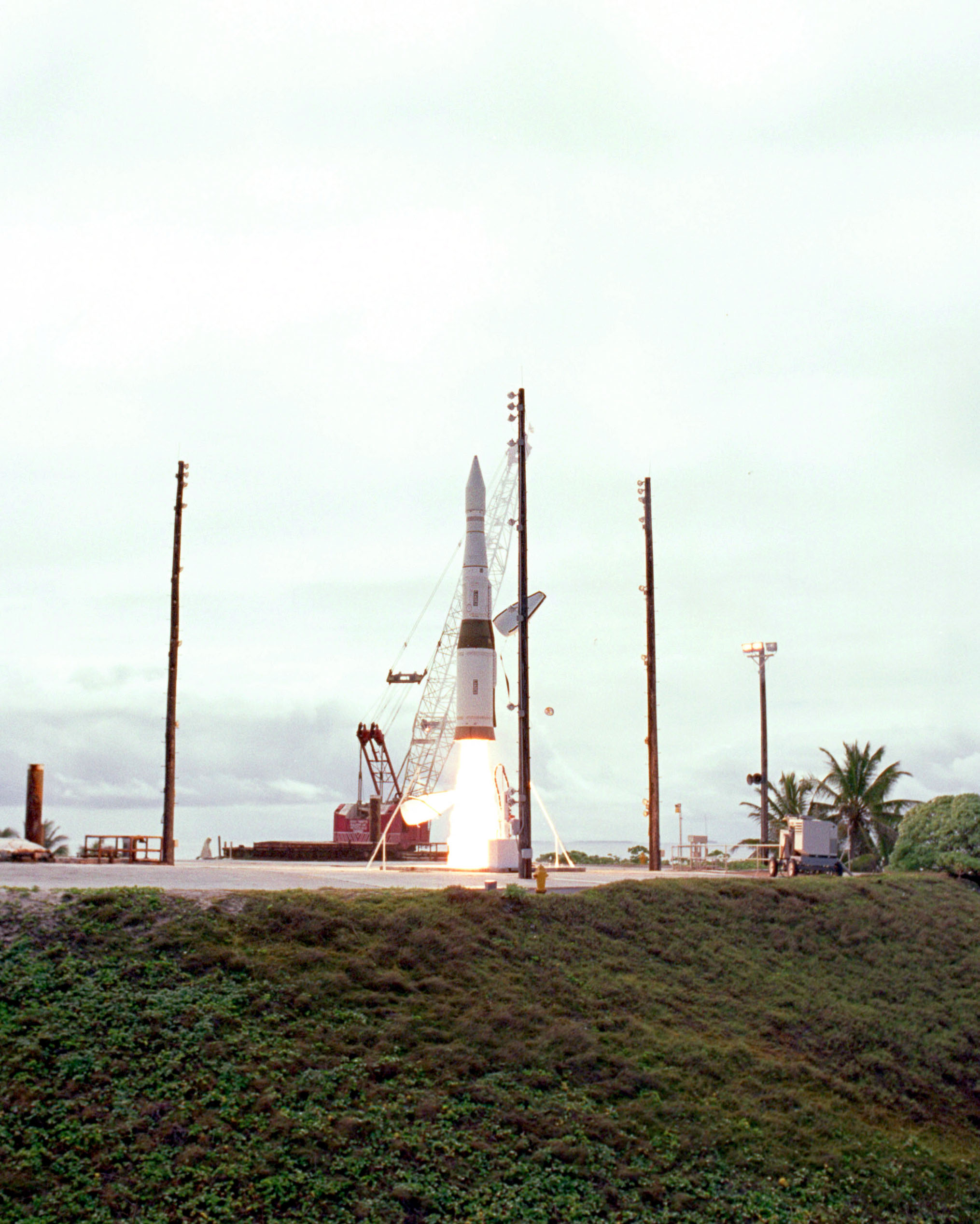
義勇兵二型試射
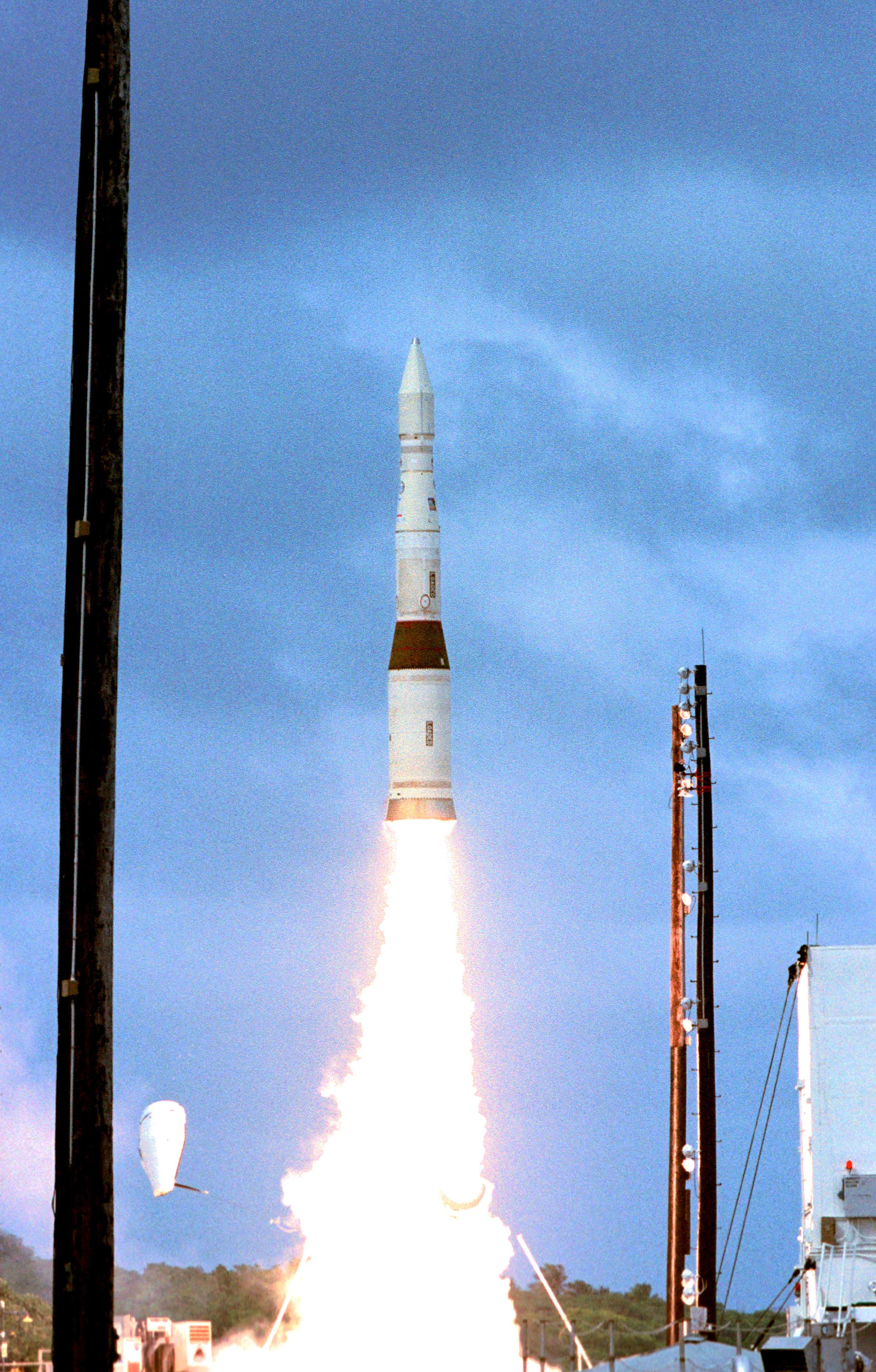
義勇兵二型試射
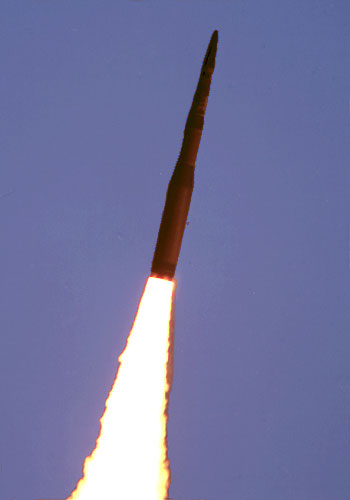
義勇兵二型試射
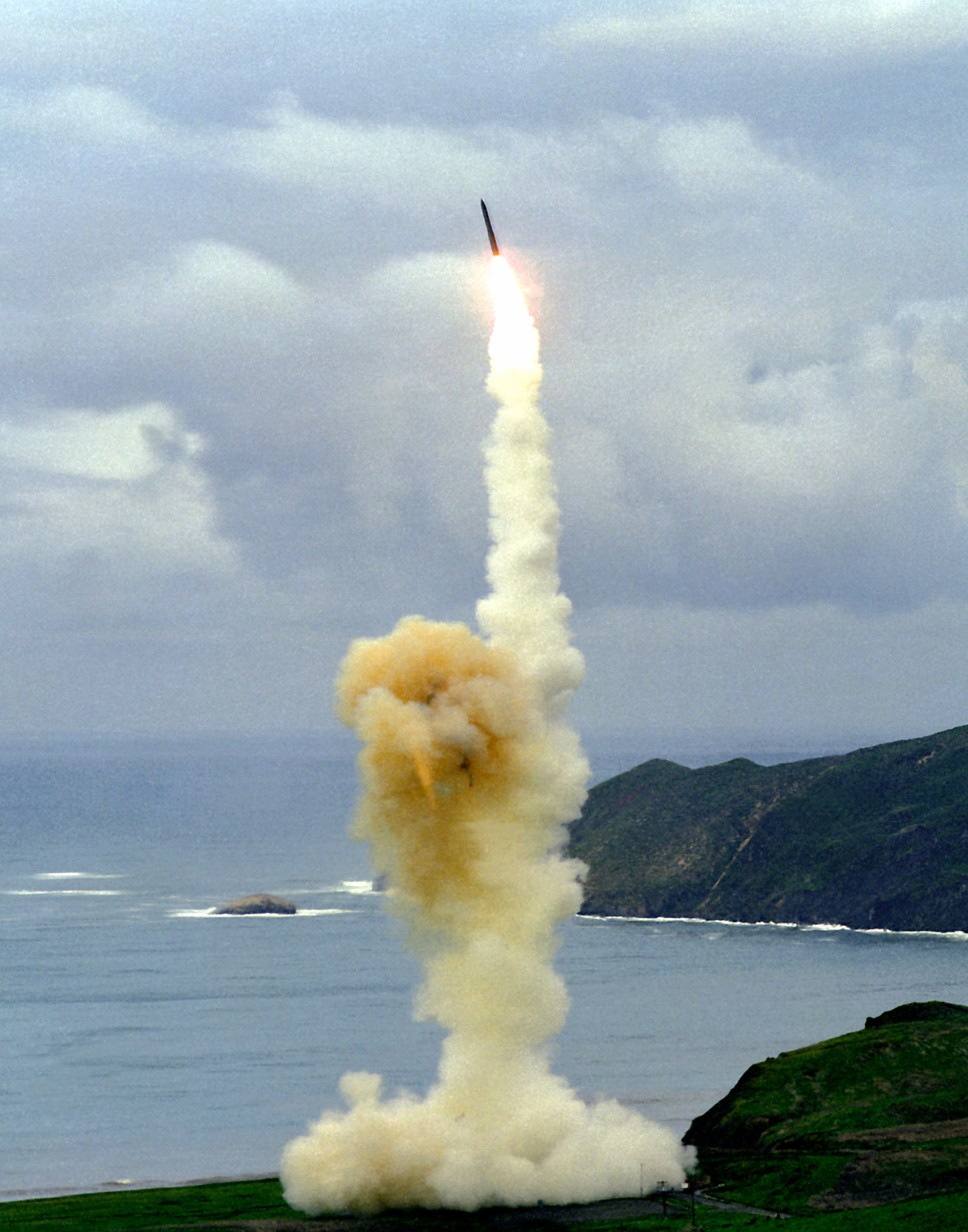
義勇兵三型試射
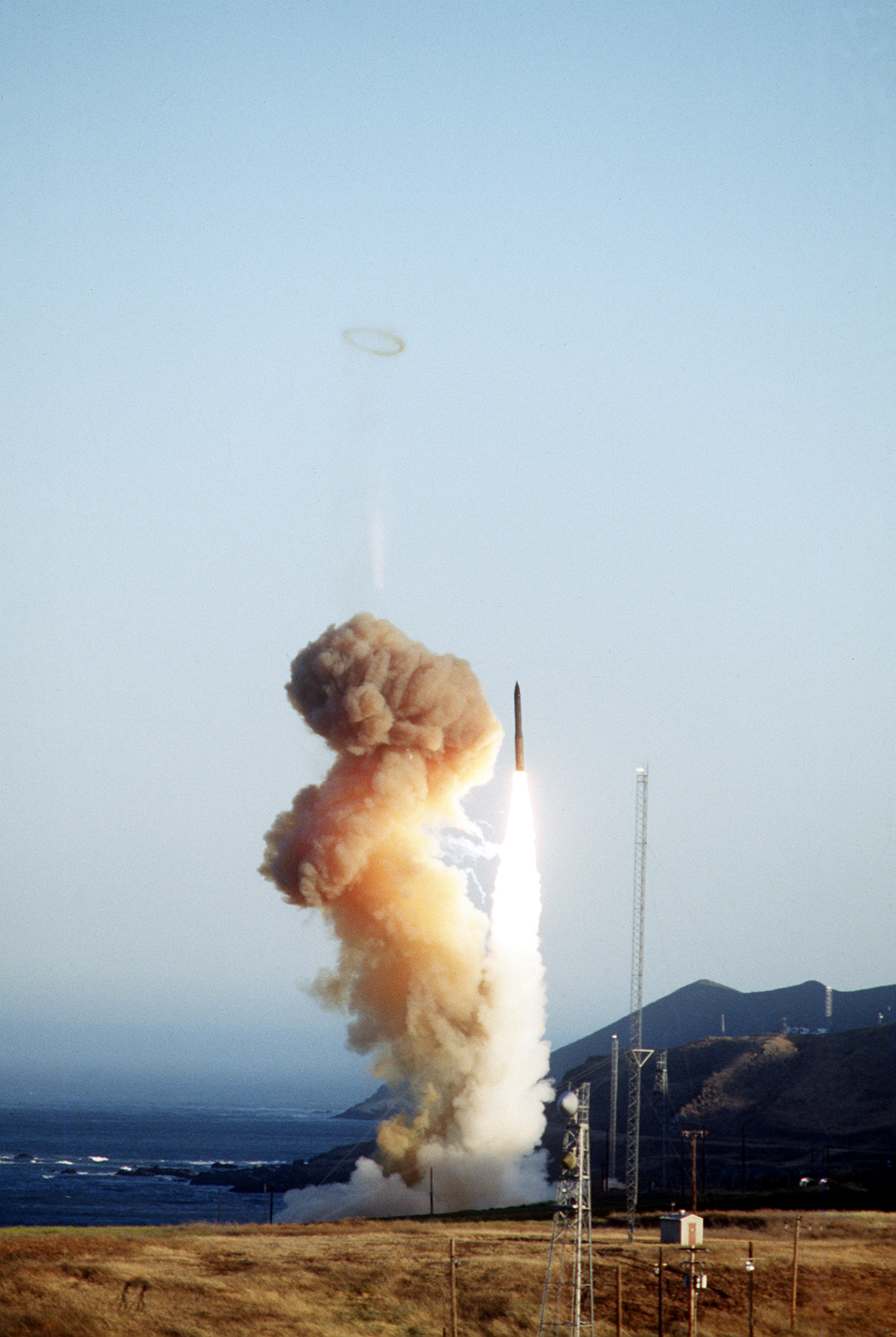
義勇兵三型試射
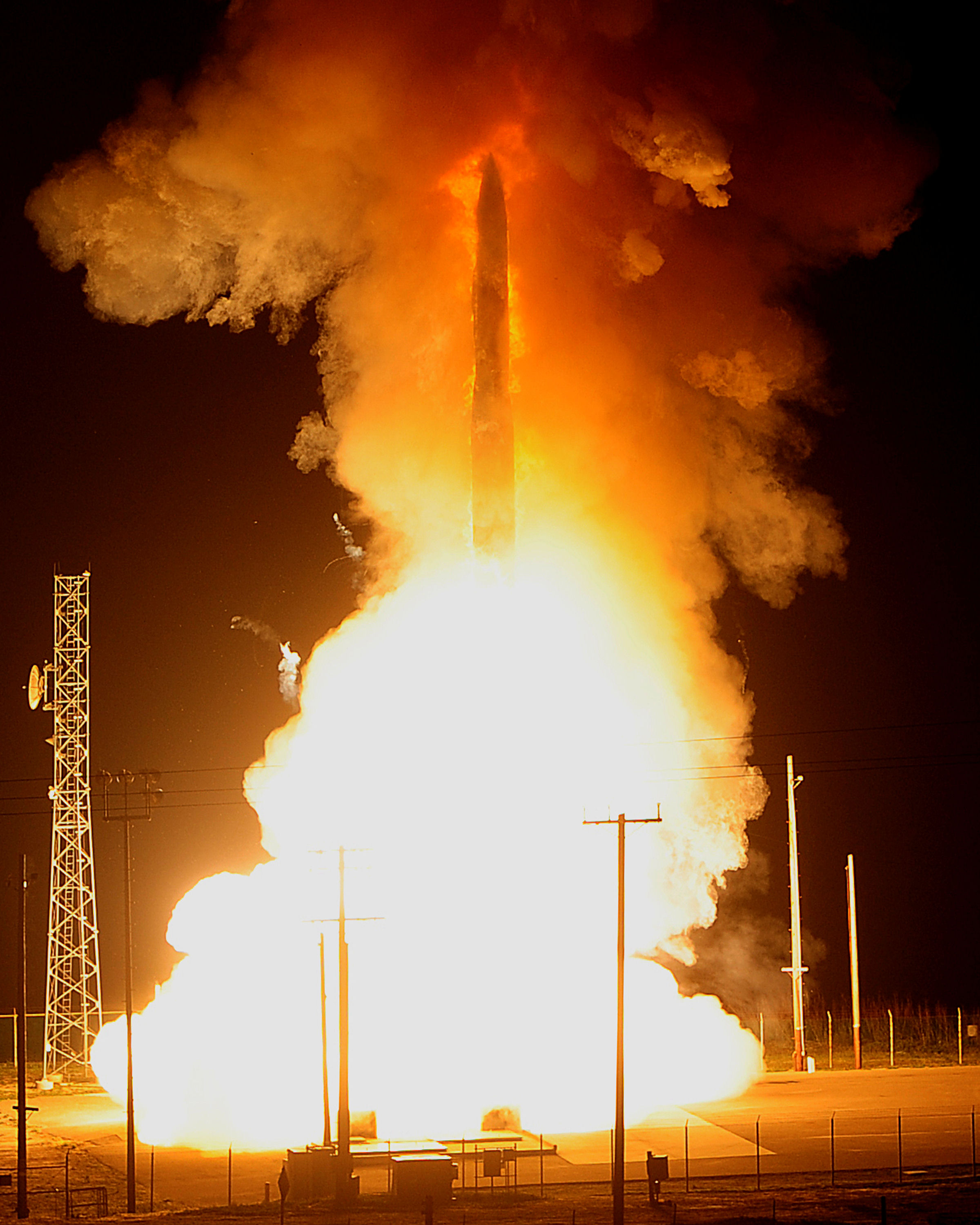
義勇兵三型試射
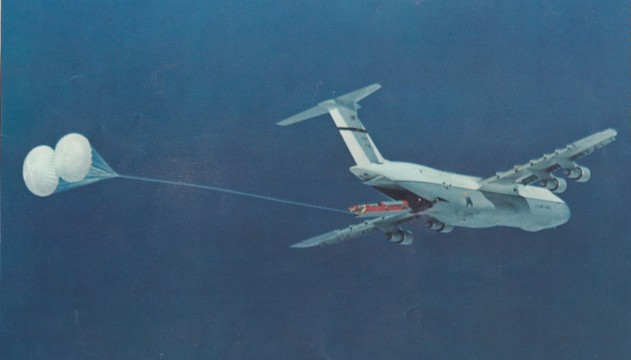
正在進行空中移動可行性測試的義勇兵二型
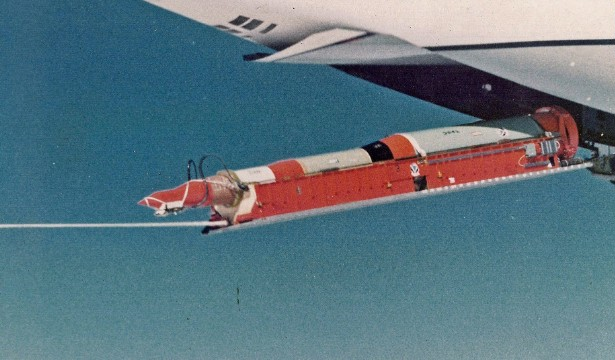
正在進行空中移動可行性測試的義勇兵二型
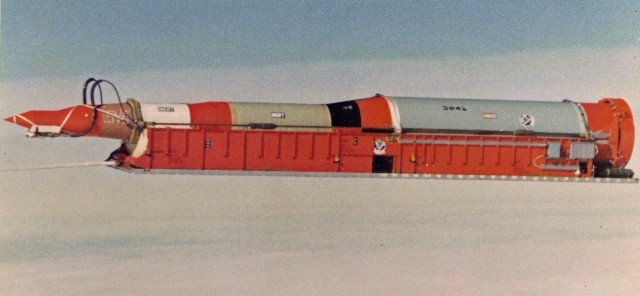
正在進行空中移動可行性測試的義勇兵二型
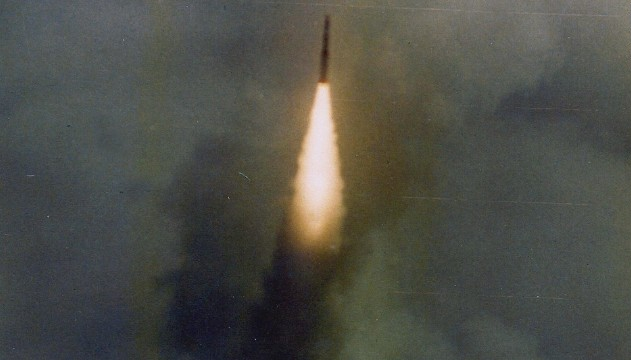
成功從空中發射的義勇兵二型
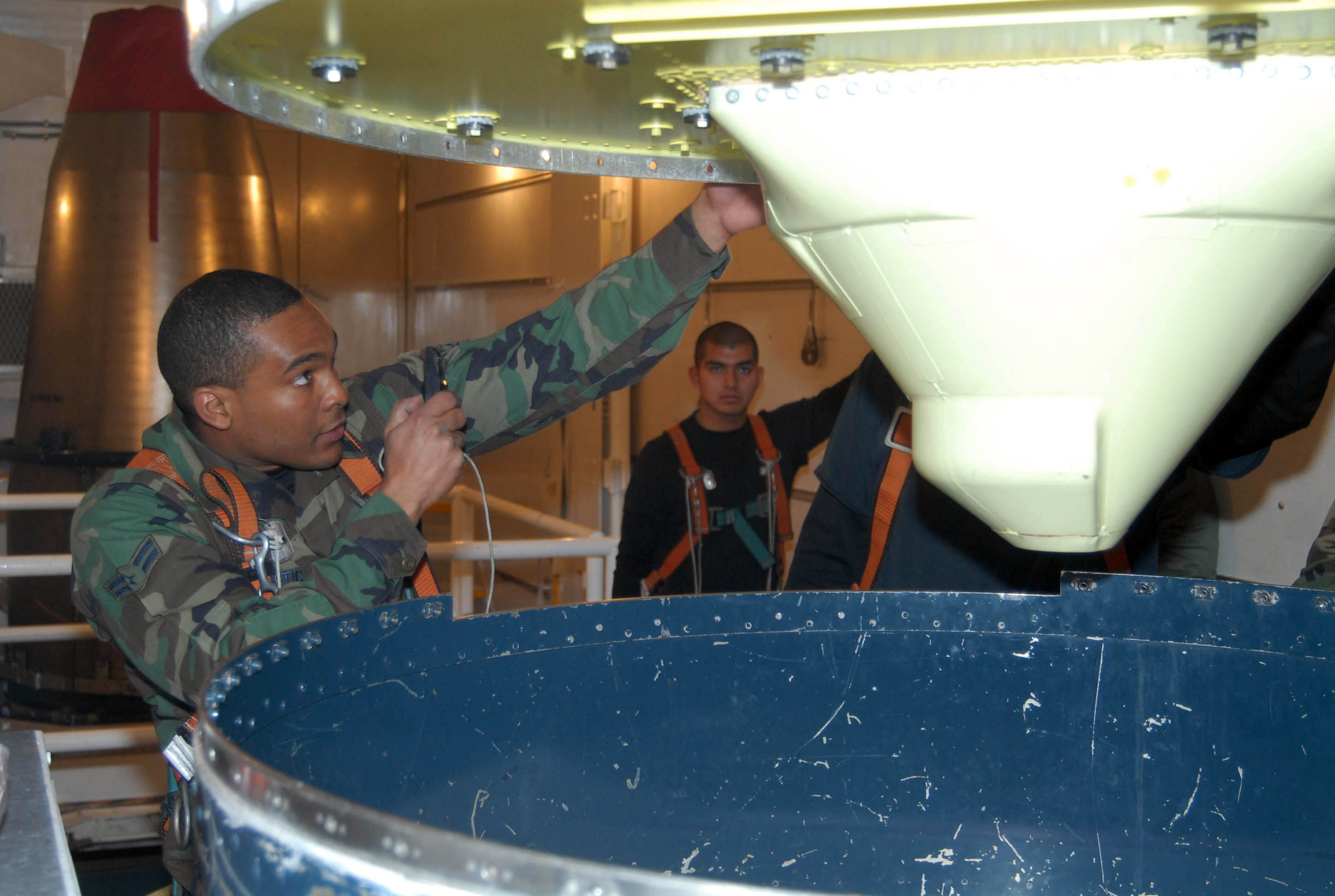
飛彈维護員正在檢查義勇兵三型的導引系統
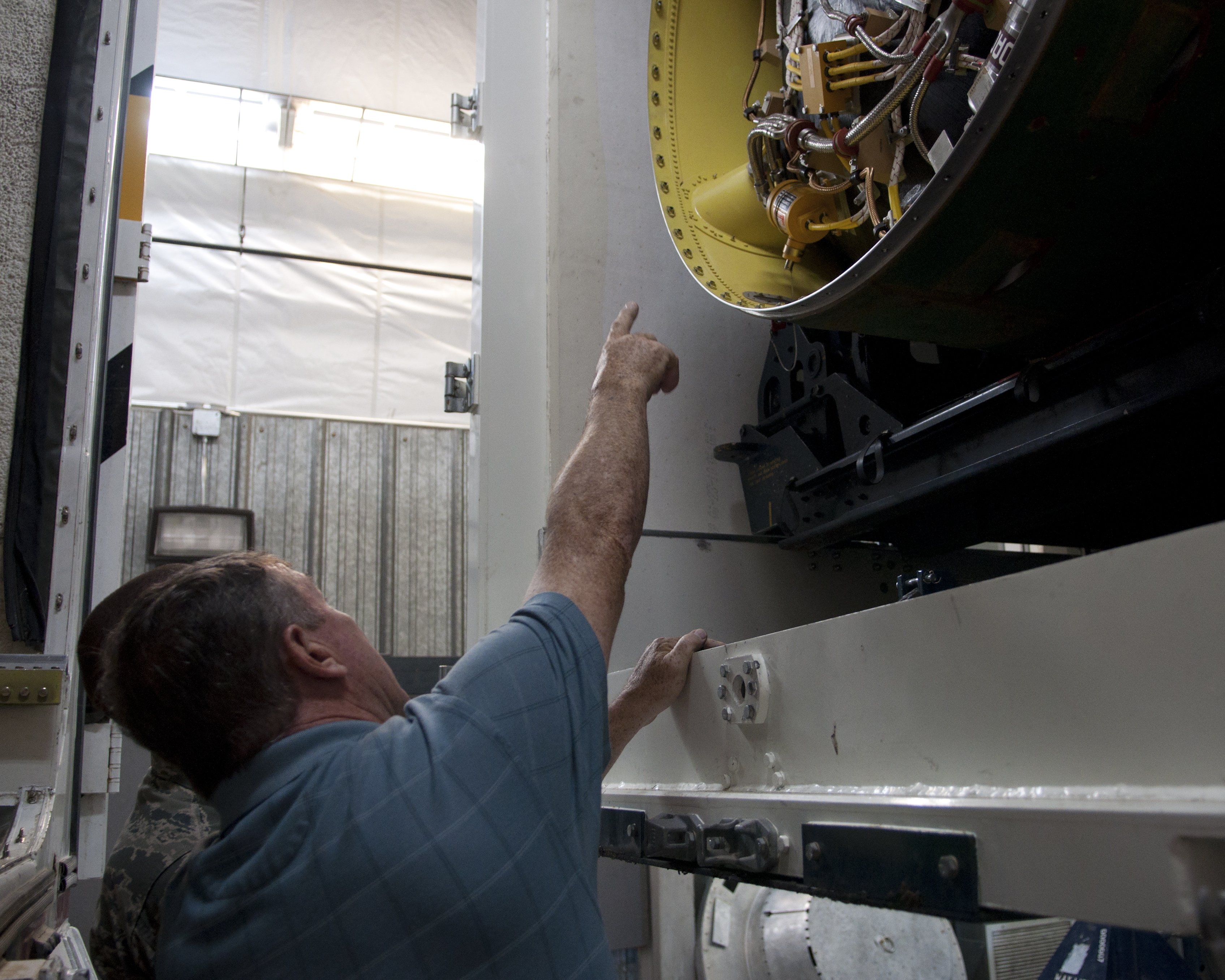
武器安保員正在確認飛彈的有效性
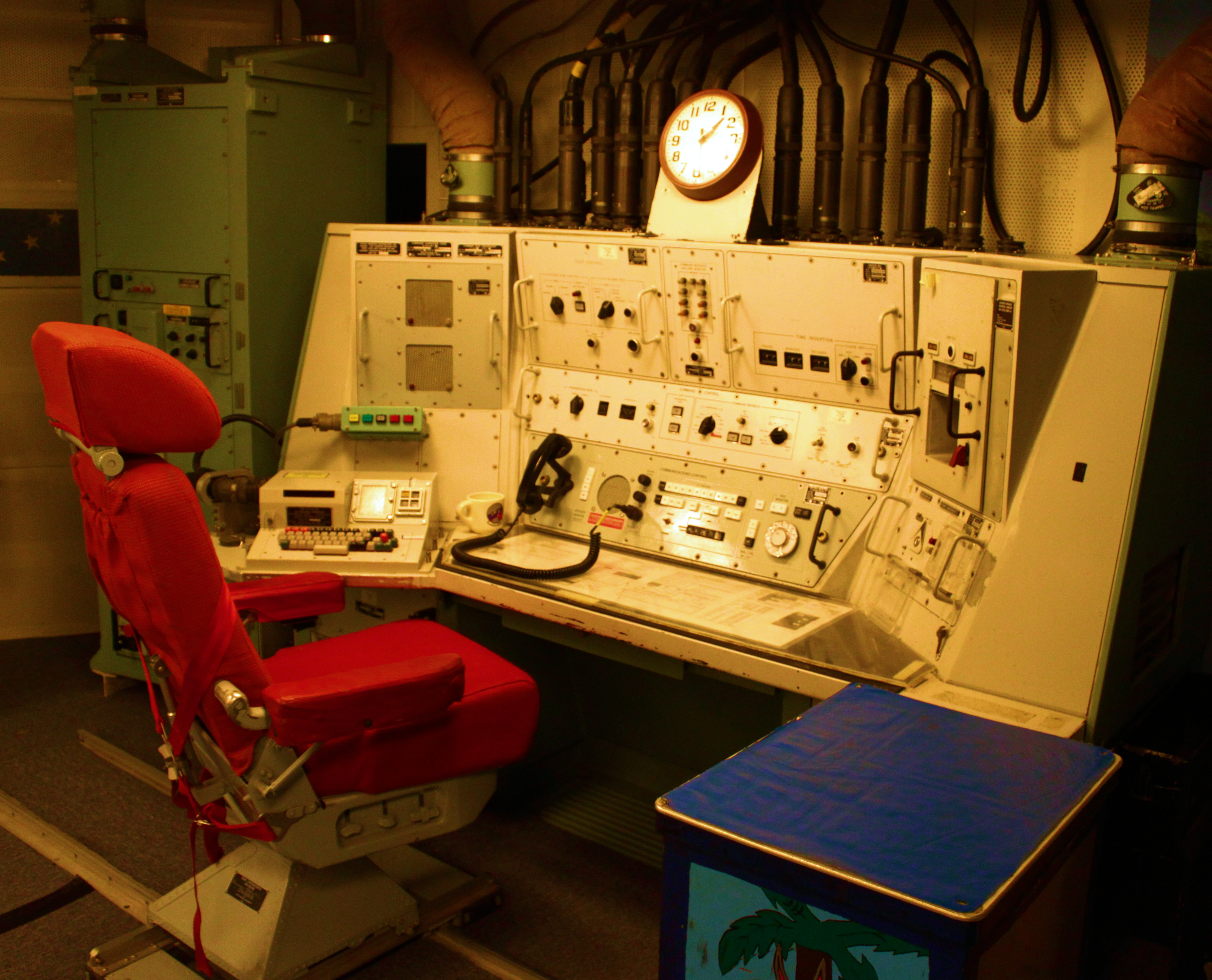
發射控制位
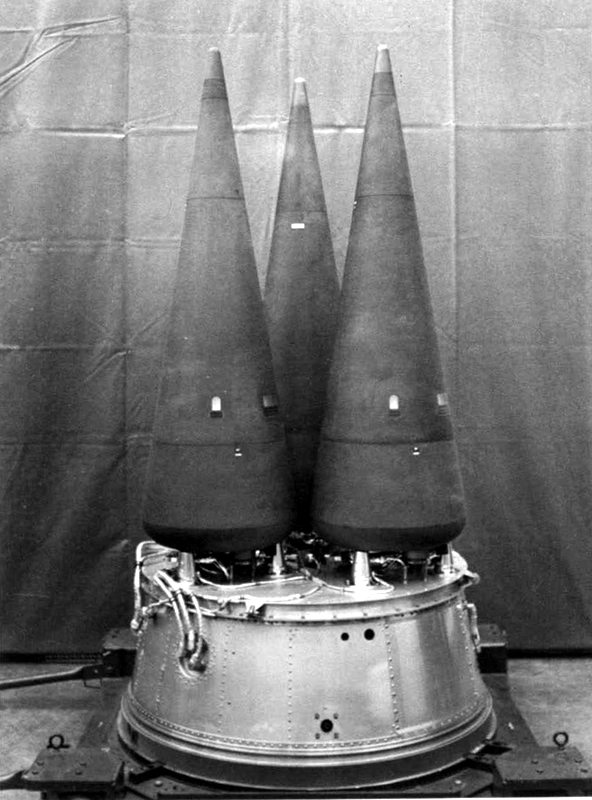
三彈頭散射模式
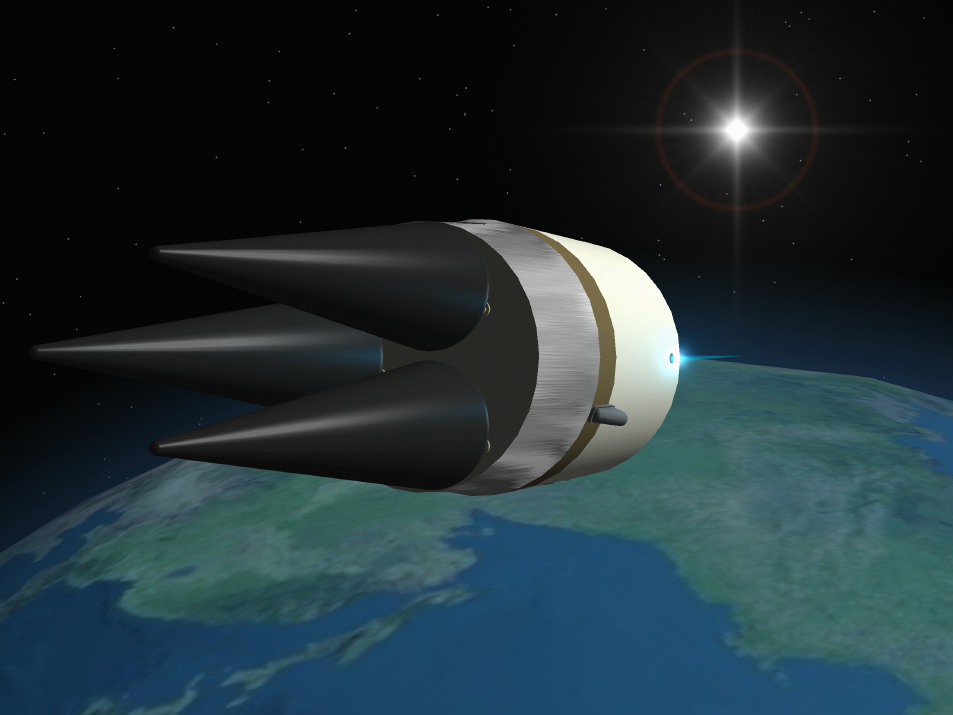
W78核彈頭進入飛行模式想像圖
多彈頭攻擊彈道
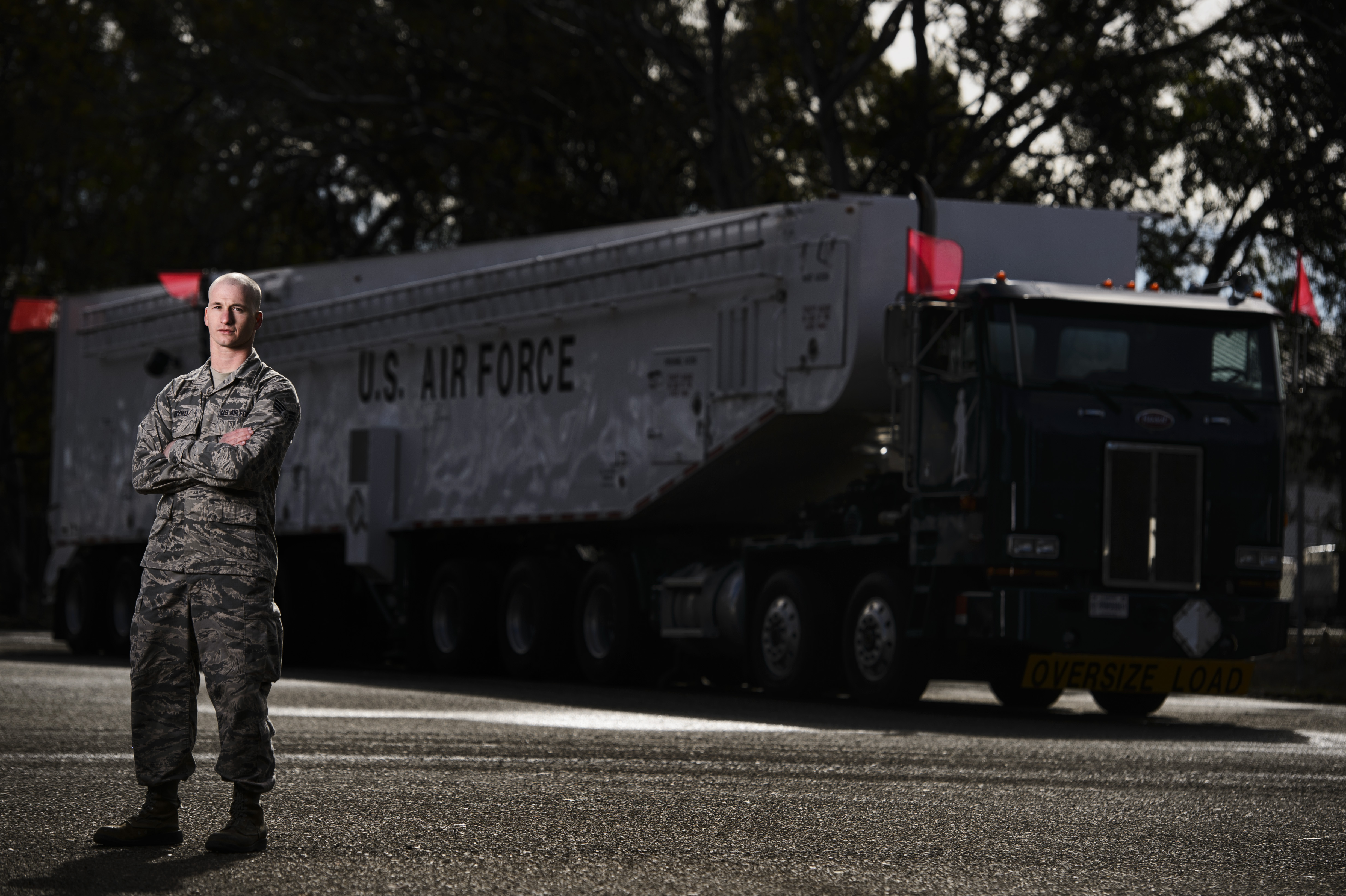
第576飛行試驗中隊設施維護技術員喬納森·伯德。
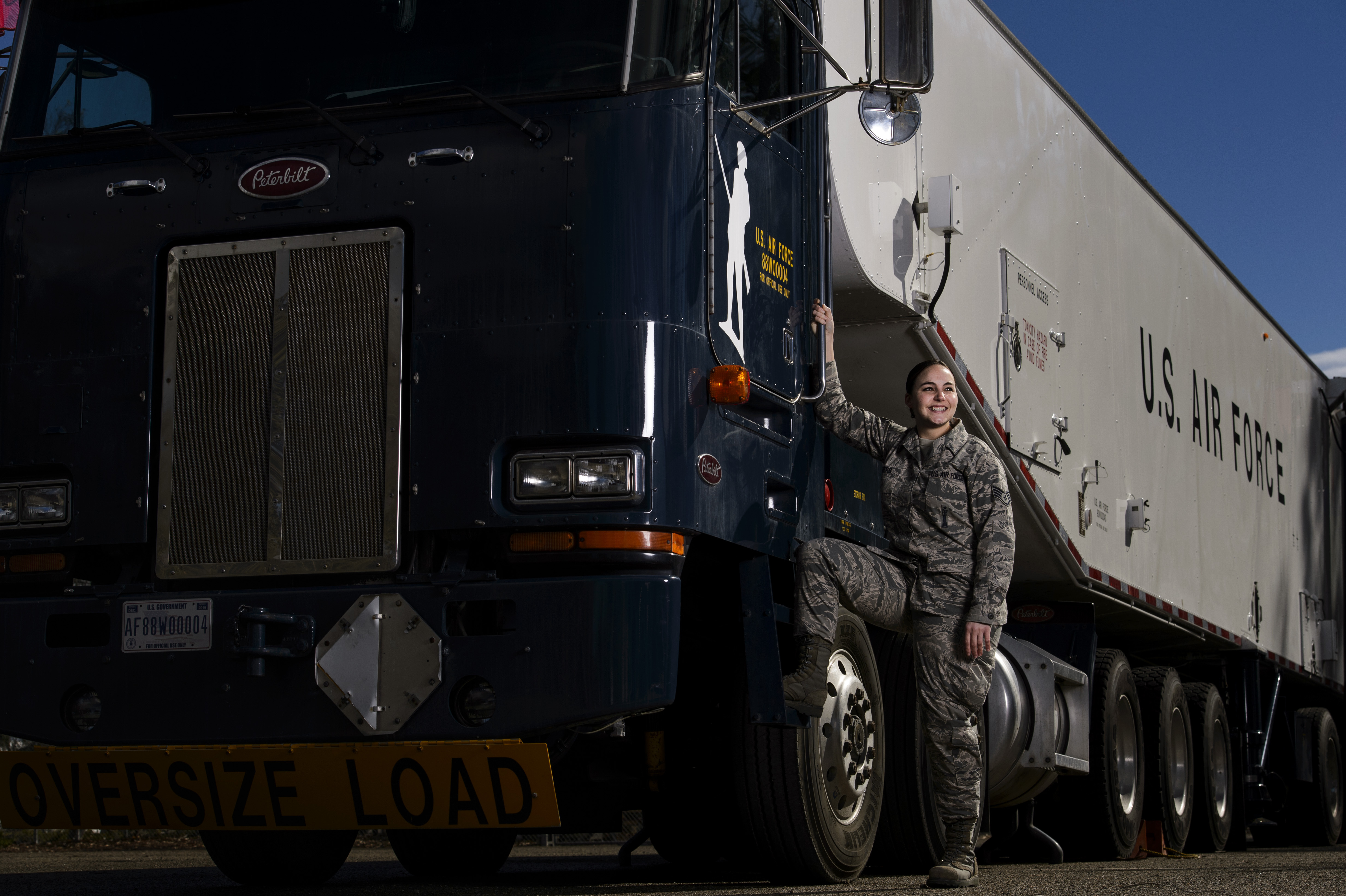
第576飛行試驗中隊設施維護教官卡米威瑟斯。
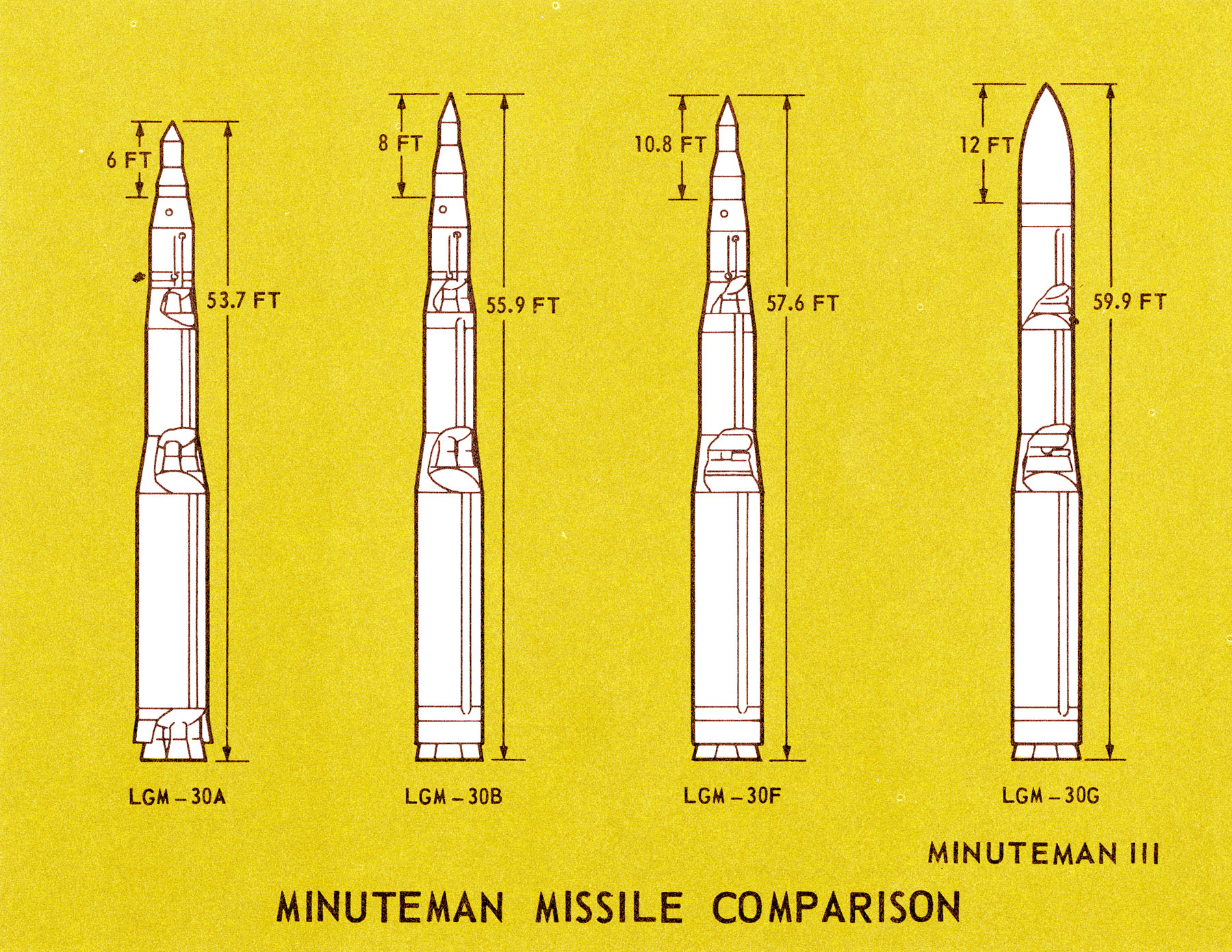
四種型號
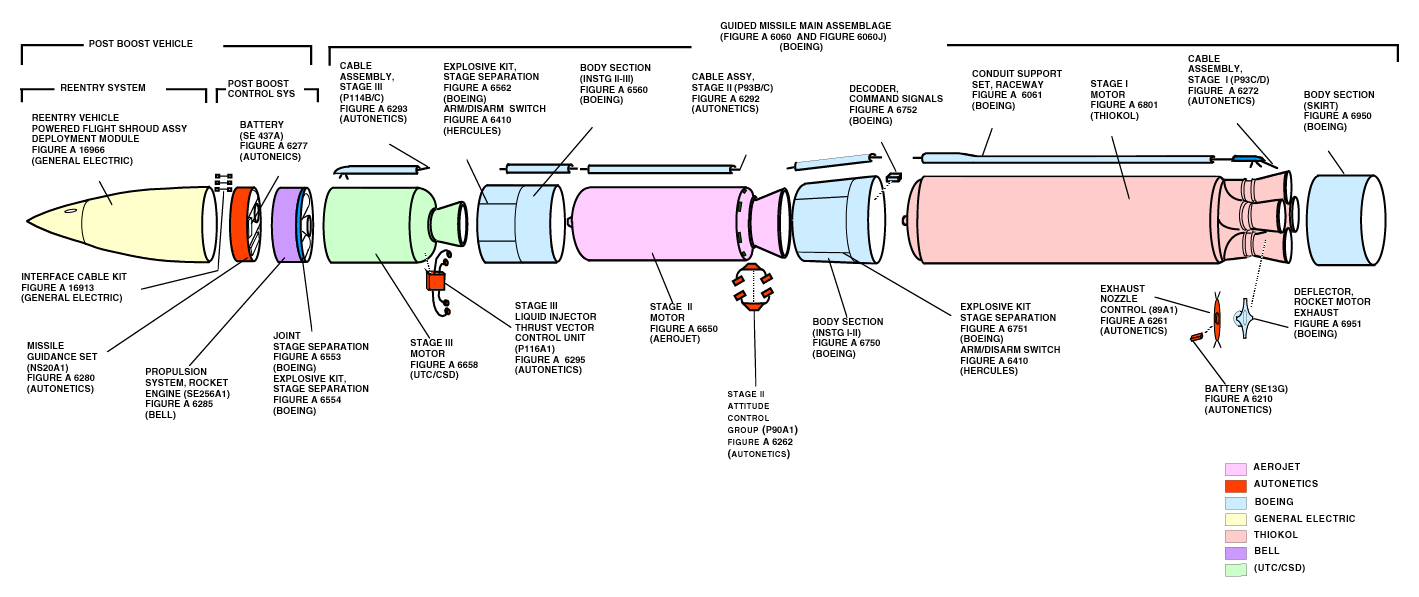
義勇兵三型分解圖
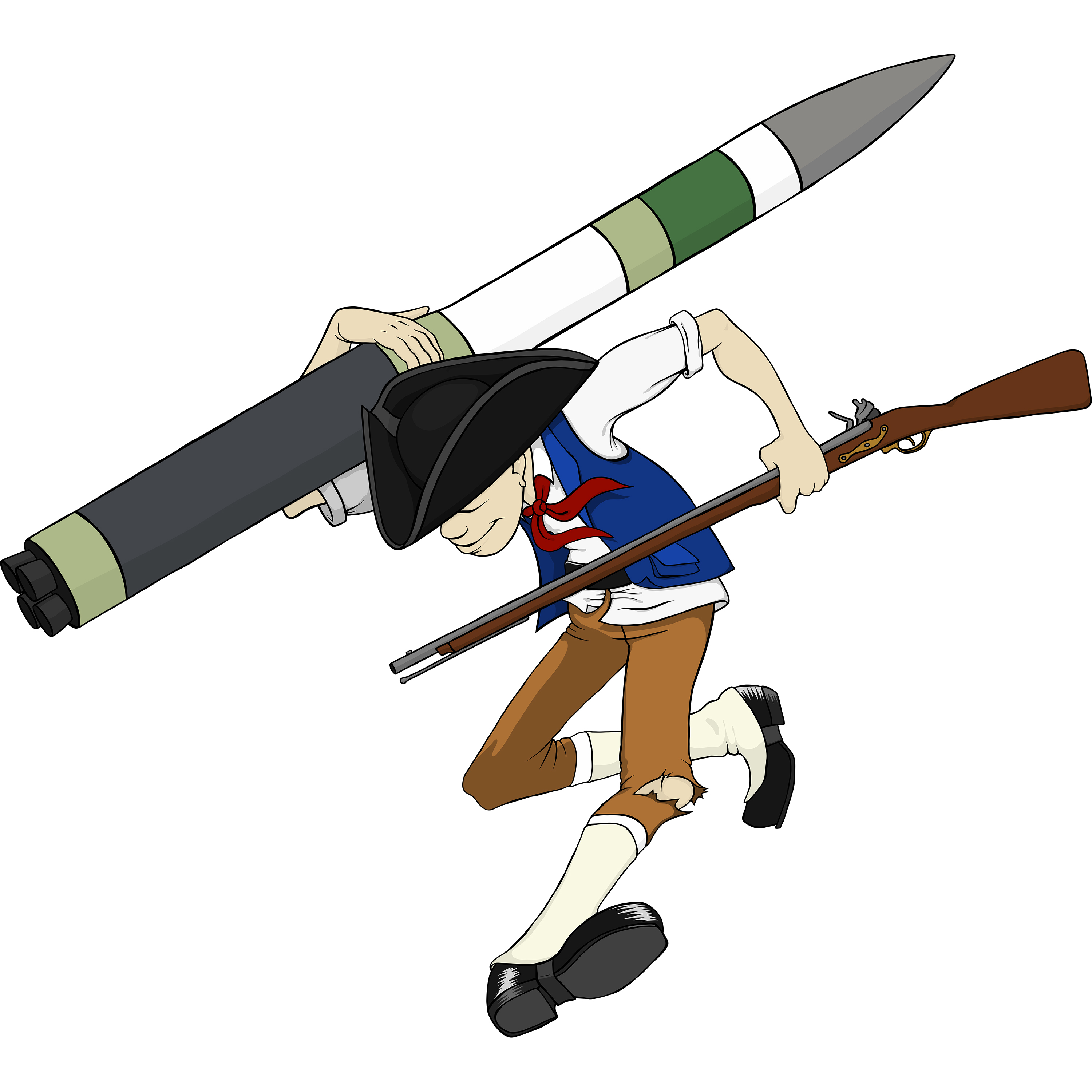
第10飛彈中隊隊徽
2013年參聯會主席於儲藏庫演講核武重整專案

## 备注
1. ↑   (PDF) (报告). Sandia National Labs: 74. September 1990  [2024-12-13]. SAND90-1238. （原始内容存档 (PDF)于2022-01-12）.
2. ↑  {https://missilethreat.csis.org/missile/minuteman-iii/}
3. ↑  "Factsheets : LGM-30G Minuteman III". Af.mil. 2010-07-26. 2013-07-04阅览
4. ↑  Norris, R. S. and H. M. Kristensen U.S. nuclear forces, 2009  （页面存档备份，存于） Bulletin of the Atomic Scientists （页面存档备份，存于） March/April, 2009
5. ↑  . Af.mil. 2010-07-26  [2011-03-20]. （原始内容存档于2012-12-12）.
6. ↑  . Bulletin of the Atomic Scientists. 2021-02-08  [2021-05-10]. （原始内容存档于20 February 2021） （美国英语）.
7. ↑  . Air Force.   [2022-04-05]. （原始内容存档于5 April 2022） （美国英语）.
8. ↑  . Bulletin of the Atomic Scientists. 2021-02-08  [2021-02-20]. （原始内容存档于20 February 2021） （美国英语）.
9. ↑  Johnson, Benji. . Congressional Research Service. November 10, 2020  [November 10, 2020]. （原始内容存档于10 May 2021）.
10. ↑  Kaplan, Fred. . Slate Magazine. 2021-03-10  [2021-05-10]. （原始内容存档于10 May 2021） （英语）.
11. ↑  . Bechtel Corporate.   [2021-05-14]. （原始内容存档于14 May 2021） （英语）.
12. ↑  . UPI.   [2021-05-19]. （原始内容存档于19 May 2021） （英语）.
13. 1 2  邢强. . 虎嗅. 2019-06-13  [2019-06-14]. （原始内容存档于2019-08-07） （中文）.